# Ананов, Александр Михранович
Александр Ананов (Ананофф, фр. Ananoff Alexandre; 7 апреля 1910, Тифлис, Российская империя — 25 декабря 1992, Париж, Франция) — французский общественный деятель, энтузиаст и популяризатор космонавтики, организатор первого Международного астронавтического конгресса в Университете Сорбонны в Париже в сентябре-октябре 1950 года, автор знаменитой книги «Астронавтика» (1950). Пионер в области космического образования для широкой публики. Один из первых популяризаторов космонавтики во Франции.
Создатель Французского общества астронавтики (SFA, 1955 год; не путать с Французское астрономическое общество), впоследствии ставшей Ассоциацией аэронавтики и астронавтики Франции. В честь него названа Премия Александра Ананова.

## Биография
Александр Ананов родился в Тифлисе Российской империи. Отец Мигран Ананофф — армянин (см. также Ананян), был крупным производителем древесины, вин и алкоголя, таких как «шампанское» или «коньяк». Часть его продукции продавалась во Франции. Таким образом, Мигран Ананофф контактировал с французским виноделом, который регулярно навещал семью. Его женой была Маргарита — полька по происхождению.
Когда семья Анановых была охвачена суматохой Первой мировой войны и революционной агитацией 1917—1919 годов, она решила бежать и после двухлетнего пребывания в Германии в 1921 году поселилась во Франции. Несмотря на трудности, молодой Александр быстро приступил к работе и в то же время увлекся астрономией.
В 1933 году Александр Ананов планировал опубликовать материалы своих конференций, но изо всех сил пытался найти финансирование. Во время стажировки на фабрике Ларусса в Монруже он напечатал для себя свой первый текст, озаглавленный «Le Grand problème des voyages interplanetaires» («Большие трудности в межпланетных путешествиях»).
В конце 1936 года репутация Александра Ананова росла. Директор Дворца Декуверт в Париже Андре Левейе попросил его внести свой вклад в первую «Выставку астронавтики», которая откроется в июле 1937 года во время Всемирной выставки в Париже «Искусства и техники современной жизни». Несмотря на наличие некоторого неизданного материала, выставка была довольно скромной.
Ананов продолжал свою деятельность популяризации космонавтики на протяжении 1937—1939 годов, читая многочисленные лекции и статьи о ракетах, истории космоса и космических путешествиях. Он надеялся, что французские граждане станут более осведомлены о космонавтике.
Он следил за работами инженеров всего мира: русских, американцев, немцев, австрийцев, англичан, итальянцев, чехов. Что касается Франции, он сожалел, что проводились только теоретические и лабораторные эксперименты.
Вторая мировая война началась 1 сентября 1939 года и Александр Ананов, как гражданин Франции, был мобилизован. Сначала он работал телефонистом в Гондревиле, недалеко от Меца, но все равно получал запросы на написание статей. Science et Vie заказали статью об реакционных двигателях. Даже если такая публикация была запрещена Министерством вооружения, Ананофф принял и представил концепцию «ракетных торпед» под крыльями самолетов и подробно описал, как производить точные бомбардировки.
В августе 1955 года, генерал Бержерон, бывший президент CASDN, написал Ананову с просьбой о помощи в создании национального астронавтического общества. Поначалу Ананофф отнесся к этому с подозрением (Бержерон ему очень не нравился), но в конце концов принял предложение. Французское общество астронавтики (SFA, современная Ассоциация аэронавтики и астронавтики Франции) официально появилось 22 декабря 1955 года.